# اچ‌ام‌اس سولنت (پی۲۶۲)
اچ‌ام‌اس سولنت (پی۲۶۲) (به انگلیسی: HMS Solent (P262)) یک زیردریایی بود که طول آن ۲۱۷ فوت (۶۶ متر) بود. این زیردریایی در سال ۱۹۴۴ ساخته شد.